# Кейси, Дэниел
Дэ́ниел Ке́йси (англ. Daniel Casey; род. 1 июня 1972, Стоктон-он-Тис) — английский актёр. Сын журналиста и телеведущего Луки Кейси.

## Творчество
Известен в роли сержанта Гэвина Троя в телесериале «Убийства в Мидсомере» и в роли Энтони Кокса в сериале «Наши друзья на Севере».

## Личная жизнь
С 2005 по 2010 год был женат на Элли Кейси. У них есть общий сын Раферти (род. 10 июня 2006).